# Beinrochen
Als Beinrochen werden die Rochenarten der Familie Anacanthobatidae und der Gattung Cruriraja bezeichnet. Grund ist eine Teilung der Bauchflossen in einen beweglichen, beinartigen vorderen Lobus und einen hinteren Lobus, der mit der Schwanzwurzel zusammengewachsen sein kann.